# Bernardo I av Kongo
Bernardo I av Kongo, död 1567, var kung av Kongo mellan 1561 och 1567.